# Општина Стежари (Горж)
Стежари (рум. Stejari) општина је у Румунији у округу Горж.
Oпштина се налази на надморској висини од 263 m.